# لین کیفین
لین کیفین (انگلیسی: Lane Kiffin؛ زادهٔ ۹ مهٔ ۱۹۷۵) بازیکن فوتبال آمریکایی اهل ایالات متحده آمریکا است.